# جوزيب فرانجو دومين
جوزيب فرانجو دومين (بالإنجليزية: Josip Franjo Domin)‏ (و. 1754 – 1819 م) هو فيزيائي، وأستاذ جامعي ولد في زغرب .
توفي في زغرب ، عن عمر يناهز 65 عاماً.